# Forculus
Chez les Romains, Forculus (du latin « fores », battant) était le dieu protecteur des portes, plus spécialement des battants de portes. La porte, dans son ensemble, était sous la protection de Janus.